# Asendorfer Münzfund

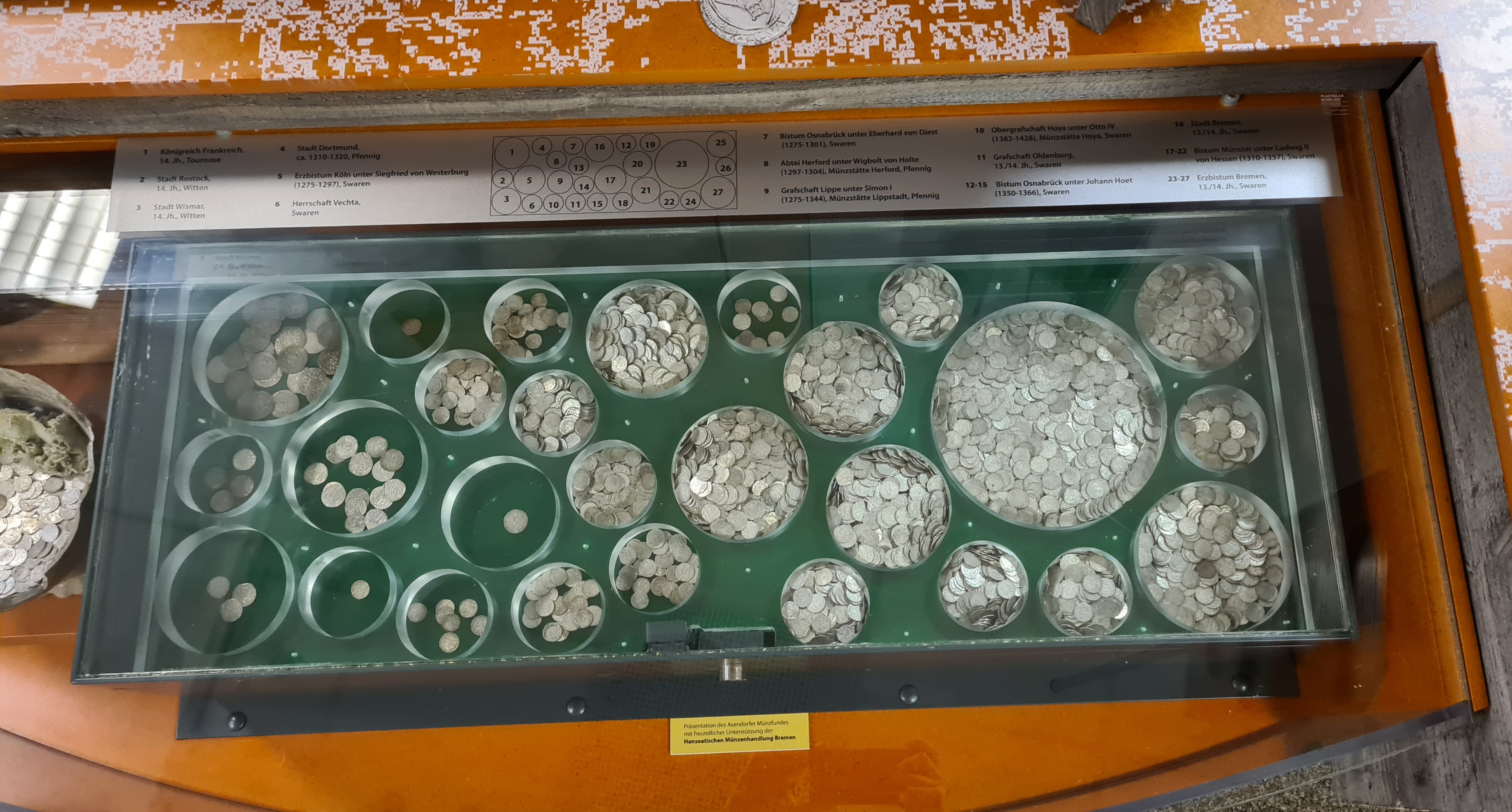
Präsentation des Münzfunds im Kreismuseum Syke

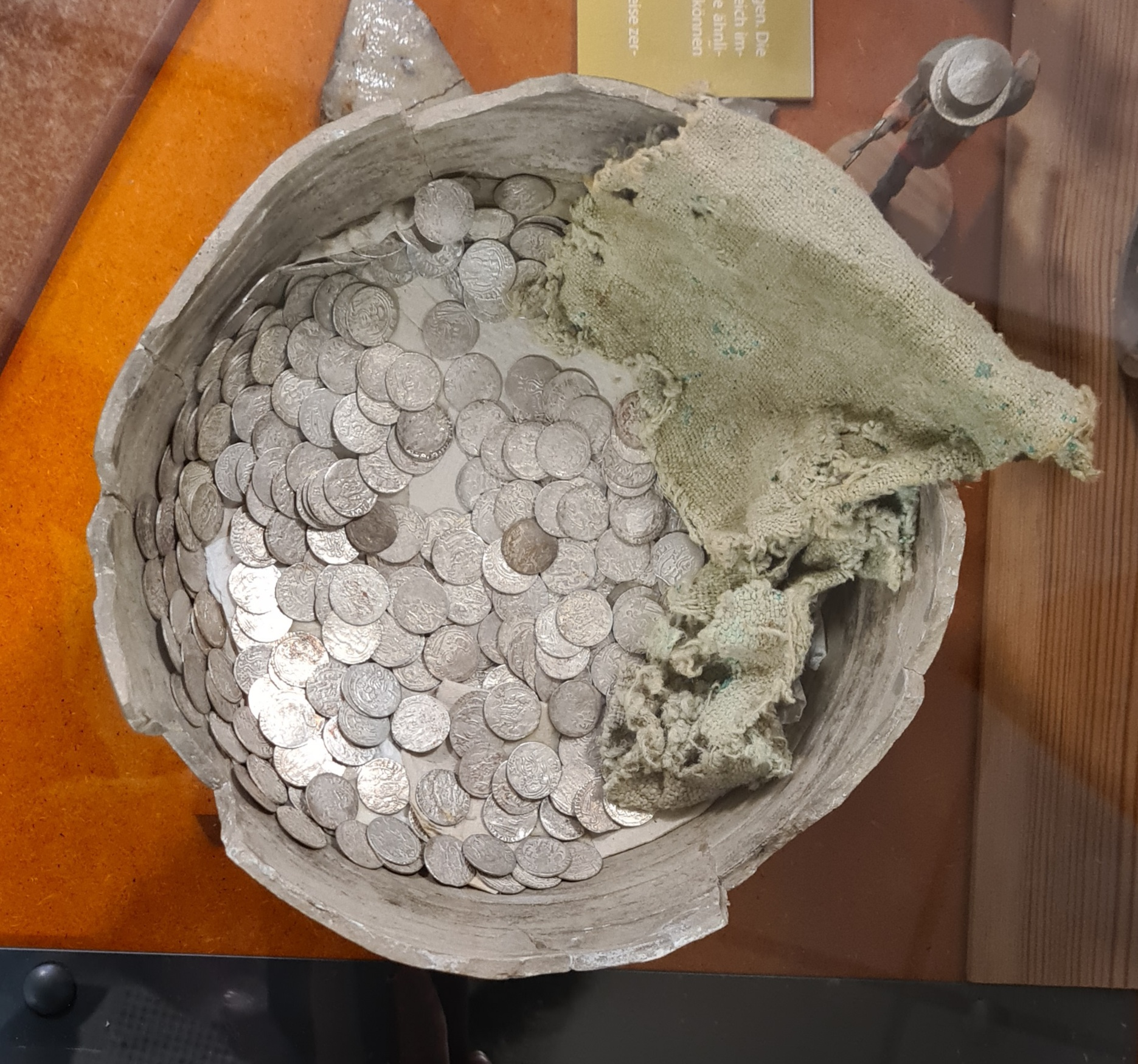
Blick auf den Tonkrug, in dem der Schatz vergraben wurde

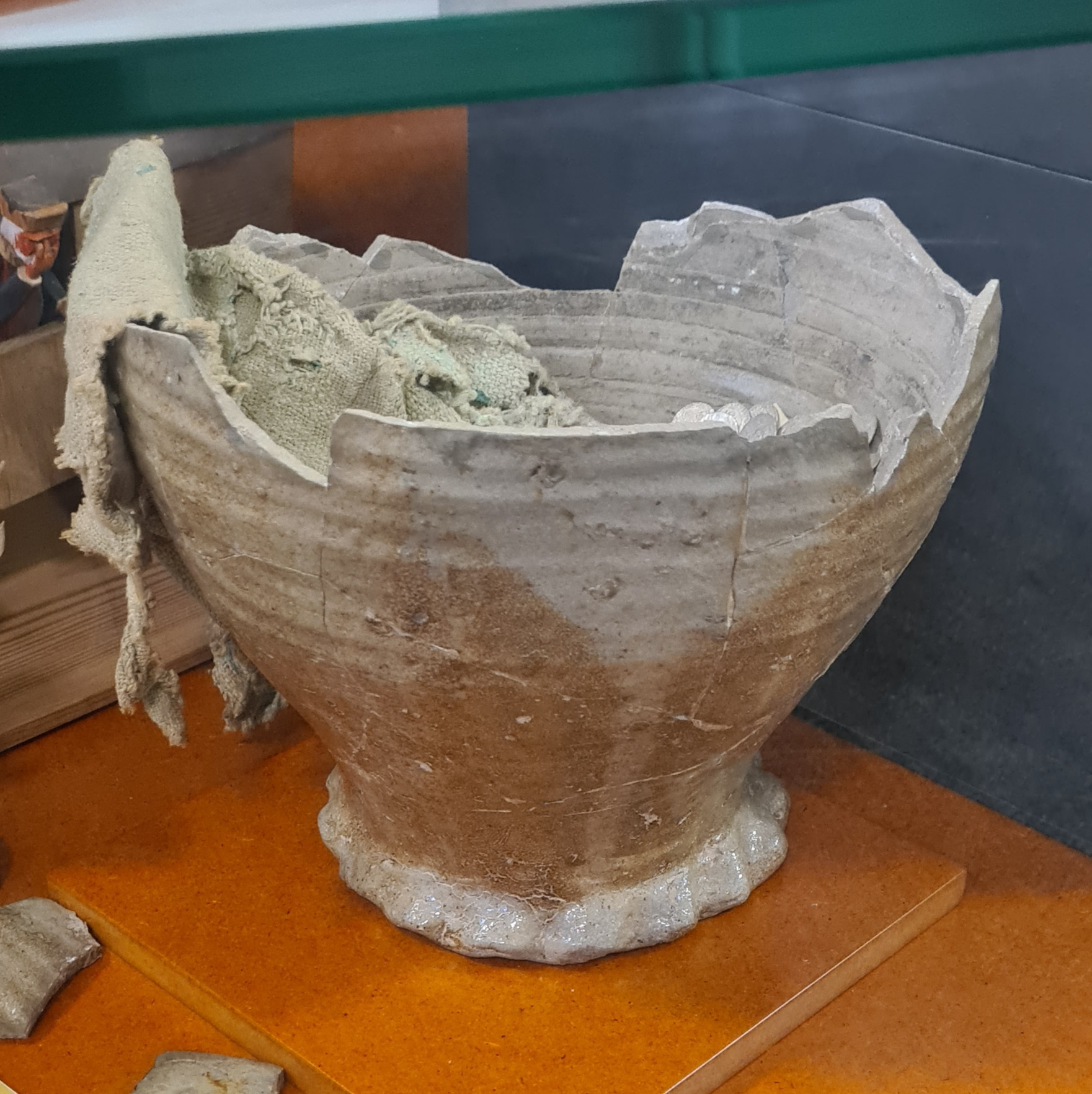
Der Tonkrug im Profil

Beim Asendorfer Münzfund handelt es sich um einen Depotfund von etwa 6.300 spätmittelalterlichen Münzen, der im Jahr 1955 auf einem Acker bei der niedersächsischen Gemeinde Asendorf (Samtgemeinde Bruchhausen-Vilsen, Landkreis Diepholz) gemacht wurde. Teile des ungewöhnlich umfangreichen Fundes werden in der Dauerausstellung des Kreismuseums Syke präsentiert.

## Umfang des Münzfundes
Gemessen an der Zahl der Einzelstücke ist es einer der größten mittelalterlichen Funde in Norddeutschland. Die 6300 Silbermünzen unterschiedlicher Herkunft stammen aus dem 13. bis 15. Jahrhundert. Deutsche Pfennige, vor allem sog. Schwaren aus Münster, Osnabrück und Bremen, machen den Großteil des Schatzes aus. Außerdem gehören hansische Witten und französische Großsilbermünzen, sogenannte Turnosen, dazu.

## Geschichte
Im November 1955 legte der Landwirt Willy Meyer beim Pflügen auf seinem Acker im Asendorfer Ortsteil Niemannsbruch einen Tonkrug mit darin befindlichen Silbermünzen frei. Im Tonkrug befanden sich auch Reste eines Leinentuchs, das die Münzen ursprünglich umgab. Der Münzschatz wird in neuer Form seit 2013 im Kreismuseum Syke präsentiert.
2021 fand ein mit Genehmigung aktiver Sondengänger in der Umgebung des 1955 nur mit ungefähren Angaben dokumentierten Fundorts eine weitere Münze, die eine genauere Eingrenzung der Stelle erlaubt, an der die Münzen ursprünglich verborgen waren.